# Lepidosperma oldfieldii
Lepidosperma oldfieldii är en halvgräsart som beskrevs av Joseph Dalton Hooker. Lepidosperma oldfieldii ingår i släktet Lepidosperma och familjen halvgräs.
Artens utbredningsområde är Tasmanien. Inga underarter finns listade i Catalogue of Life.